# Miyavi Remixx album (Room No. 382)
Albums de Miyavi
This Iz the Japanese Kabuki Rock
(2008) What's My Name?
(2010)
Miyavi Remixx album (Room No. 382) est le 1er album remix de Miyavi, sorti sous le label Universal Records le 24 décembre 2008 au Japon. Il arrive 127e à l'Oricon et reste classé 2 semaines.

## Liste des titres
| 1.  | Ippiki Ookami Ron (一匹狼論)                                 | 3:27 |
| 2.  | 2 be wiz U                                                   | 3:58 |
| 3.  | Jibun Kakumei (自分革命)                                     | 4:09 |
| 4.  | Dear my friend                                               | 3:16 |
| 5.  | Kimi ni Negai wo (君に願いを)                                | 4:17 |
| 6.  | Señor, Señora, Señorita (セニョール セニョーラ セニョリータ) | 4:09 |
| 7.  | Rock no Gyakushuu (ロックの逆襲)                             | 3:12 |
| 8.  | Joushou Gaidou (常勝街道)                                    | 4:16 |
| 9.  | Girls, be ambitious                                          | 4:24 |
| 10. | Ashita, Genki ni Naare (あしタ、元気ニなぁレ。)              | 3:44 |